# Waiting for Tonight
Singles de Jennifer Lopez
No Me Ames
(1999) Feelin' So Good
(2000)
Waiting for Tonight est une chanson de l'artiste américaine Jennifer Lopez issue de son premier album studio On the 6. Elle sort en single le 7 septembre 1999 sous le label Epic Records.

## Performance dans les hits-parades
| Classement (1999-2000)                           | Meilleure position |
| ------------------------------------------------ | ------------------ |
| Allemagne (Media Control AG)                     | 15                 |
| Australie (ARIA)                                 | 4                  |
| Autriche (Ö3 Austria Top 40)                     | 24                 |
| Belgique (Flandre Ultratop 50 Singles)           | 15                 |
| Belgique (Wallonie Ultratop 50 Singles)          | 4                  |
| Canada (RPM)                                     | 2                  |
| Espagne (Promusicae)                             | 2                  |
| Europe (European Hot 100 Singles)                | 5                  |
| Finlande (Suomen virallinen lista)               | 8                  |
| France (SNEP)                                    | 10                 |
| Irlande (Irish Recorded Music Association)       | 13                 |
| Italie (Federazione Industria Musicale Italiana) | 6                  |
| Norvège (VG-lista)                               | 11                 |
| Nouvelle-Zélande (RMNZ)                          | 5                  |
| Pays-Bas (Nederlandse Top 40)                    | 5                  |
| Royaume-Uni (UK Singles Chart)                   | 5                  |
| Suède (Sverigetopplistan)                        | 16                 |
| Suisse (Schweizer Hitparade)                     | 14                 |
| États-Unis (Hot 100)                             | 8                  |
| États-Unis (Pop Airplay)                         | 3                  |
| États-Unis (Dance Club Songs)                    | 1                  |

## Vidéo musicale

### Production
Le clip de Waiting for Tonight a été tourné à Los Angeles. Une partie a été tournée au Los Angeles Arboretum. Lopez a filmé le clip entre deux tournages du film The Cell. Le clip a été réalisé par Francis Lawrence, dont Lopez avait admiré le travail, bien que pour des raisons inconnues, Lawrence ait relancé un crédit Alan Smithee à la sortie. Bien que le clip ait pour thème le réveillon du Nouvel An reflétant le millénaire qui s'annonçait, les paroles elles-mêmes n'ont rien à voir avec une célébration du Nouvel An. La chanson parle de Lopez amoureuse et de son impatience de passer du temps avec son petit ami, donc elle « attend ce soir ». Cependant, en parlant du concept de la vidéo, Lopez a déclaré : « Je voulais que ce soit amusant et qu'il y ait un certain type d'énergie et il (Lawrence) est revenu avec le traitement de la vidéo comme une fête du millénaire dans la jungle. Juste comme il l'a décrit, ça sonnait parfait, le genre de chose que je voulais vraiment faire donc on s'y est mis. ». Lors du casting des figurants pour le clip, Lopez a souligné qu'elle voulait que ceux qui apparaissent autour d'elle ressemblent à de « vraies personnes ». Pour le clip, elle a travaillé avec la chorégraphe Tina Landon, qui avait auparavant embauché Lopez comme danseuse de renfort pour Janet Jackson au début de la carrière de Lopez. Landon a également fait une apparition dans le clip en tant que figurant. Une deuxième version du clip vidéo comprenant le remix Hex Hector de la chanson a été publiée, puis incluse dans son EP The Reel Me (2003). La création de « Waiting for Tonight » a été documentée et diffusée par MTV en Réalisation de la vidéo. Cheryl Lu-Lien Tan du The Baltimore Sun a déclaré qu'elle révélait les « cascades de danse défiant la mort » que Lopez a entreprises, « enfilant des talons aiguilles et une micro-mini pour effectuer des jeux de jambes élaborés sur une plate-forme étroite en plexiglas de 6 pieds de haut pendant que les caméras la capturaient sous tous les angles provocateurs possibles ». Le clip a été diffusé directement après l'émission spéciale « Making the Video » sur MTV, le 23 août 1999.

### Synopsis
Le clip commence par une image du coucher de soleil. Lopez et ses amies sont dans une maison en train de préparer une fête du Nouvel An. Entre les scènes, on voit Lopez danser dans une jungle, où des lasers verts clignotent derrière elle. Plus tard, une autre scène montre Lopez couverte de cristaux étincelants sur son visage et son corps. Ses amies font ensuite du canoë sur une rivière et se rendent à une fête rave qui se déroule dans une forêt tropicale. Vers la fin du pont de la chanson, la musique s'arrête brièvement, alors que les fêtards regardent une grande horloge et comptent à rebours jusqu'à l'an 2000. Il y a une coupure de courant de six secondes (une référence au problème de l'an 2000). Le courant revient et la fête célèbre la nouvelle année. Ceci est entrecoupé de scènes de Lopez dansant sur la foule, ainsi que de gambades dans une rivière hawaïenne portant un bikini noir. La version remixée de Hex Hector présente le même principe que le clip original, tout en incluant une variété de prises de vue différentes et de nouvelles scènes de Lopez dansant dans une jungle avec des lasers verts clignotant derrière elle. Cette version intègre également un effet stroboscopique tout au long du clip.